# Spektr

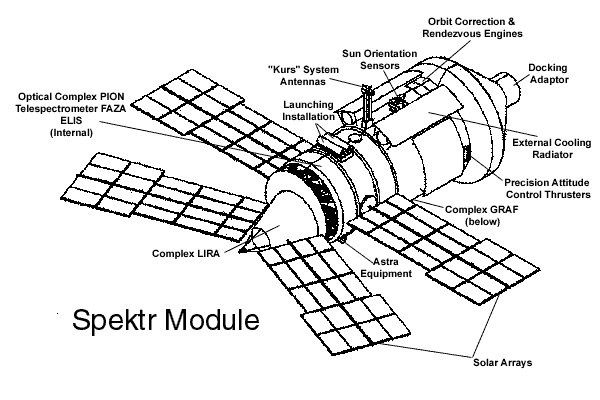
Il modulo Spektr. Si possono notare i danni prodotti dalla collisione con la Progress M-34

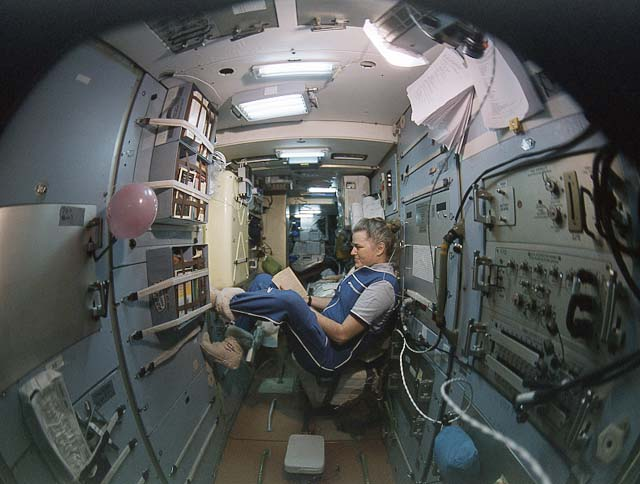

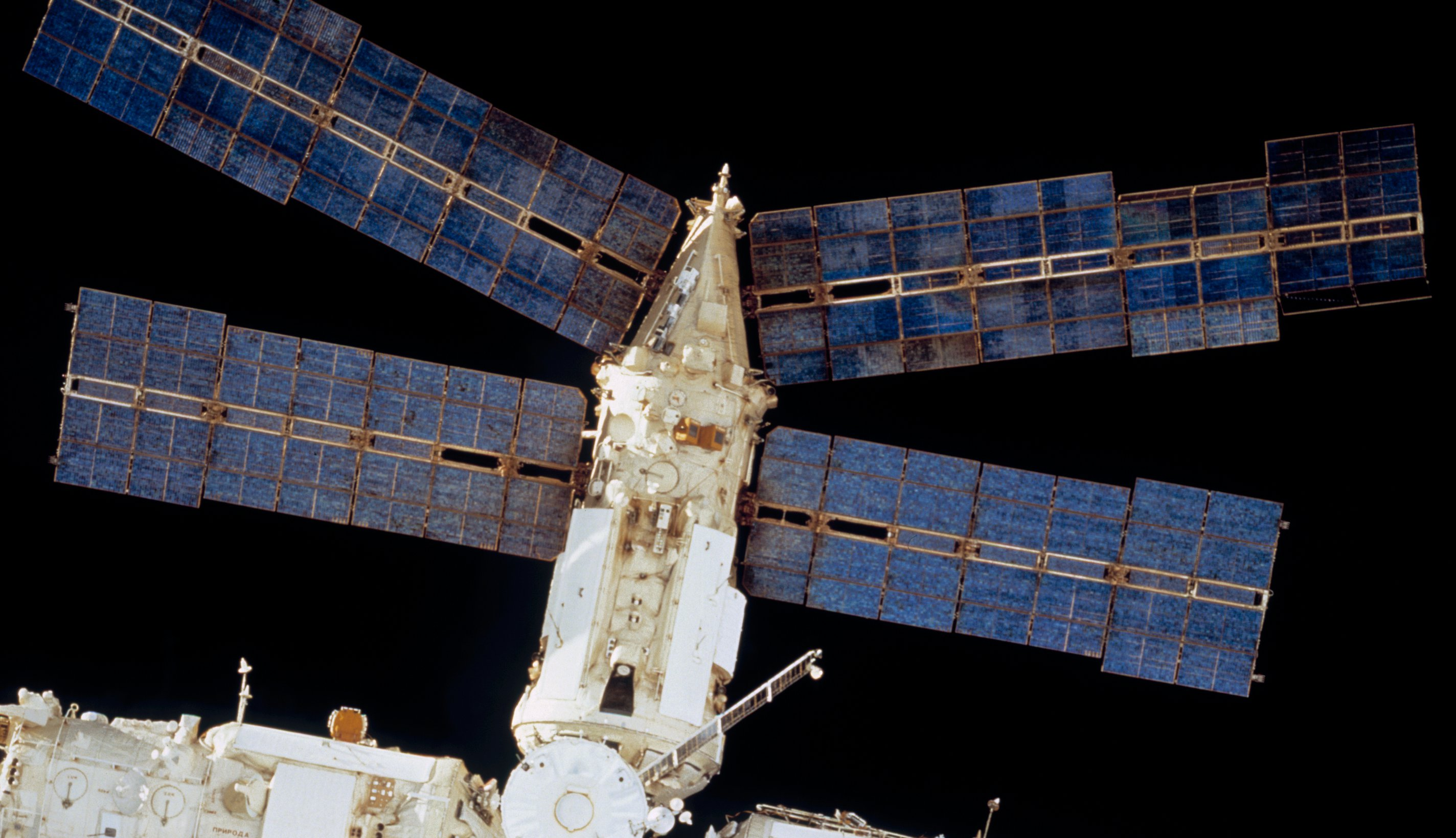
Il modulo prima della collisione

Spektr (in russo: Спектр) (TKM-O, 77KSO, 11F77O) è stato il quinto modulo della stazione spaziale Mir. Il modulo è stato progettato per l'osservazione a distanza dell'atmosfera terrestre e della sua superficie, grazie alle apparecchiature scientifiche che esso disponeva. Spektr era dotato, inoltre, di quattro pannelli solari che generavano circa la metà dell'energia elettrica della stazione.

## Descrizione
Il modulo Spektr fu originariamente sviluppato per essere utilizzato in un programma militare sovietico top-secret denominato "Oktant".
Era stato pianificato che trasportasse strumenti per la sorveglianza e per testare sistemi di difesa antimissilistica. Gli strumenti dovevano essere poi montati sulla parte esterna del modulo. Il cuore dei sistemi di Spektr consisteva in un telescopio ottico denominato "Pion"
Lista degli strumenti:
- Radiometro binoculare 286K